# Вежбно (Слупецький повіт)
Вежбно (пол. Wierzbno) — село в Польщі, у гміні Слупца Слупецького повіту Великопольського воєводства.
Населення — 139 осіб (2011).
У 1975-1998 роках село належало до Конінського воєводства.

## Демографія
Демографічна структура станом на 31 березня 2011 року:
|          | Загалом | Допрацездатний вік | Працездатний вік | Постпрацездатний вік |
| -------- | ------- | ------------------ | ---------------- | -------------------- |
| Чоловіки | 68      | 18                 | 45               | 5                    |
| Жінки    | 71      | 14                 | 41               | 16                   |
| Разом    | 139     | 32                 | 86               | 21                   |